# Henry Langdon Childe
Henry Langdon Childe (1781-1874) fue un exibicionista inglés. Inventó la disolución de imágenes y se le conecta con el desarrollo de la linterna mágica. 

## Biografía
No se sabe demasiado sobre la vida de Henry Langdon Childe. Nació en Poole, una ciudad costera situada en el condado de Dorset, en el sud de Inglaterra. Fue el hermano menor de James Waring o Warren Childe y Elias Childe, pintores de miniaturas y paisajes. También se sabe que murió viudo con 93 años en 1874.

## Invenciones

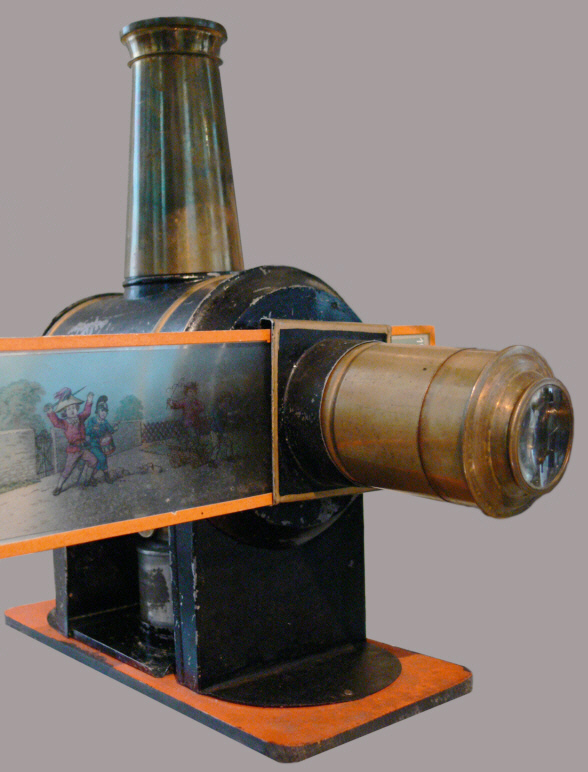
Linterna mágica.

Entre 1807 y 1818, Childe comenzó a experimentar con la disolución de imágenes y la sobreimpresión de estas. Por desgracia, esta técnica no podía llevarse a gran escala en espectáculos públicos hasta la década de los 30, ya que se sustituyeron las lámparas de aceite por proyectores debido a su fácil manipulación. Esta novedad coincidió con la creación del diorama de Jacques Mandé Daguerre.
En 1839 creó los cuadros disolventes gracias al uso del biscenascopio, una linterna de doble objetivo con iluminado único, que permitía que las imágenes se disolvieran entre ellas, creando así efectos y transformaciones espectaculares. Aunque el mecanismo se perfeccionó con posterioridad, los espectáculos que hacían uso de esta linterna se hicieron más complejos, cada vez con efectos más perfeccionados. Estos acabaron añadiéndose al cromatropo, placa formada por dos vidrios con el mismo dibujo geométrico en diferentes colores que, al girar en sentido inverso, surgen efectos cromáticos diversos. En 1840 se presentó esta linterna en la galería londinense Adelaide Gallery. La galería era un lugar muy famoso donde se llevaban a cabo muchas exposiciones de carácter científico, pero en 1945 quedó desbancada por la Royal Polytechnic Institution, conocida actualmente como la Universidad de Westminster.